# Cabézon élégant
Eubucco versicolor
Espèce
Statut de conservation UICN

 LC  : Préoccupation mineure
Le Cabézon élégant (Eubucco versicolor) est une espèce d'oiseaux de la famille des Capitonidae, dont l'aire de répartition s'étend du Pérou à la Bolivie.